# Bingata

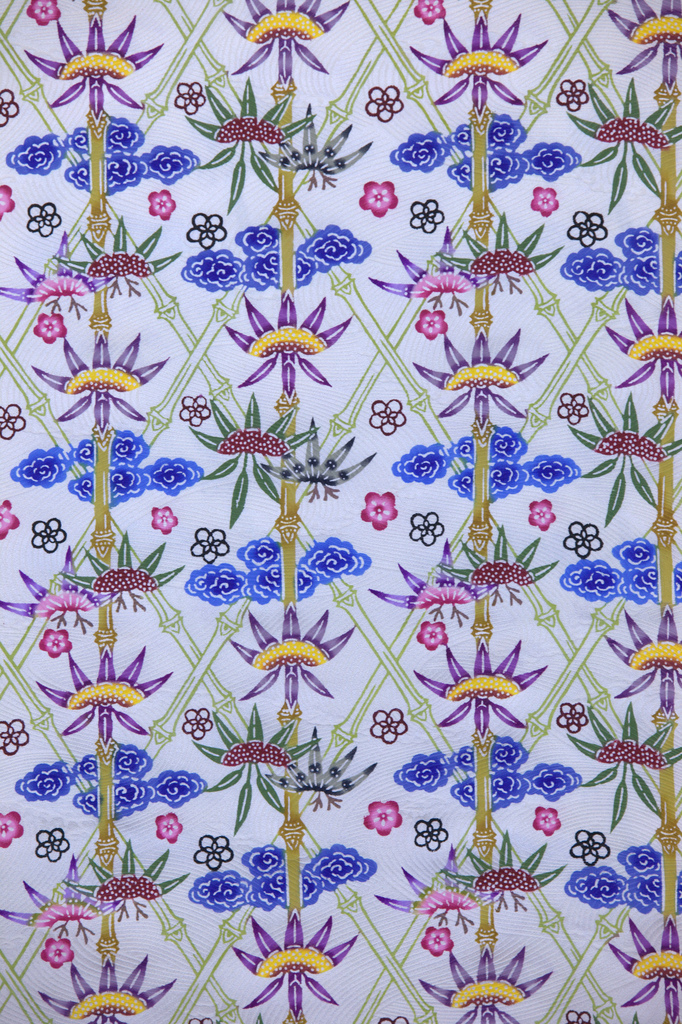
Bingata-Stoff

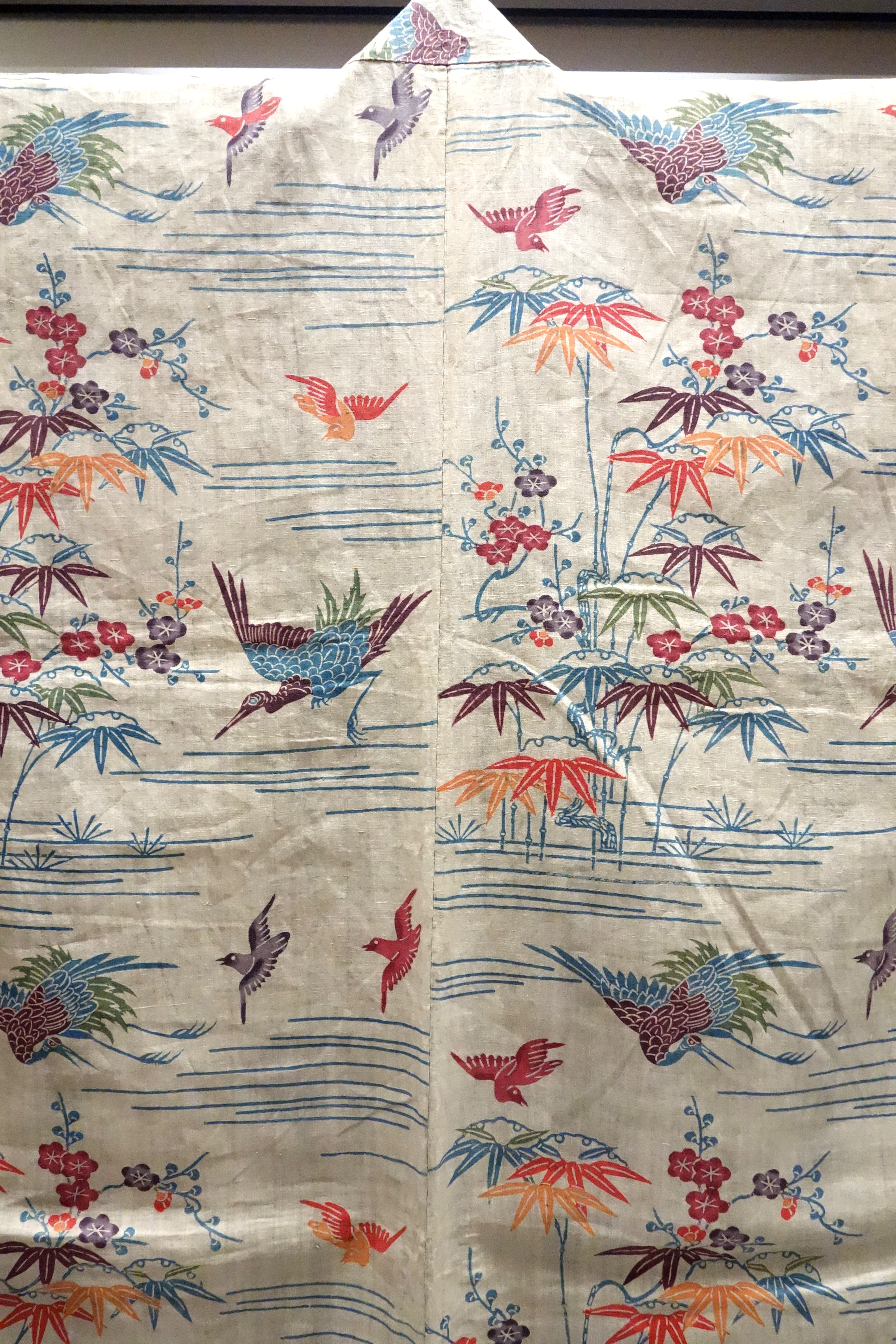
Bingata-Kleidung

Bingata (Okinawanisch: 紅型) bezeichnet traditionelle gefärbte Stoffmaterialien aus Okinawa. Die Stoffe sind meist in lebhaften Farben gehalten und nutzen verschiedene Muster, die oft Naturelemente wie Wasser, Blumen oder Fische zeigen.
Bingata stammt aus der Zeit des Königreichs Ryūkyū (14. Jahrhundert) und soll sich aus einer Kombination aus indischen, chinesischen und javanesischen Färbeprozessen entwickelt haben. Bingata-Kleidung galt lange als Luxusartikel bzw. war den herrschenden Familien vorbehalten. Bestimmte Muster durften nur für bestimmte Auftraggeber verwendet werden, zudem waren intensiver gefärbte Stoffe teurer. Der Klassenunterschied konnte so klar gezeigt werden. Die Produktion von Bingata-Stoffen war früher nur drei Familien erlaubt.